# Arhâ
Arhâ és una llengua austronèsica parlada majoritàriament a l'àrea tradicional d'Ajië-Aro, al municipi de Poya, a la Província del Nord, Nova Caledònia. Té 170 parlants nadius i es considera una llengua amenaçada.